# Форма хвилі

Синусоїда, меандр, трикутна та пилчаста хвилі

Форма хвилі — наочне подання форми сигналу, такого як хвиля, що поширюється у фізичному середовищі, або його абстрактне подання.
У багатьох випадках середовище, в якому поширюється хвиля, не дозволяє спостерігати її форму візуально. У цьому випадку термін «хвиля» стосується форми графіка величини, що змінюється з часом або залежить від відстані. Для спостереження форми електричних коливань можна використати осцилограф, що відображає на екрані значення вимірюваної величини та її зміну з часом.
У ширшому сенсі терміни «сигнал», «хвиля», «коливання» використовують для форми графіка значень будь-якої величини, що змінюється з часом чи в просторі.

## Приклади хвиль (коливань) основних форм
Найчастіше розглядаються періодичні сигнали таких видів ({\displaystyle t} — час, {\displaystyle A} — амплітуда коливання, {\displaystyle T} — період, {\displaystyle f=1/T} — частота основної гармоніки).

### Синусоїдна хвиля
Амплітуда синусоїдної хвилі змінюється відповідно до тригонометричної функції синуса:
{\displaystyle x(t)=A\sin(\omega t+\varphi _{0}),}
де {\displaystyle \omega } — циклічна частота, що показує, на скільки радіан змінюється фаза коливання за 1 с (рад/с),
{\displaystyle \omega =2\pi f} ,
{\displaystyle \varphi _{0}} — початкова фаза коливань, яка визначає значення повної фази коливань у момент часу {\displaystyle t=0.}
Спектр синусоїдної хвилі містить лише одну спектральну лінію із частотою коливання.

### Прямокутна хвиля
Сигнали такого роду, як правило, використовують для подання та передавання цифрових даних. Аналітично можна записати багатьма способами, наприклад, через функцію Гевісайда {\displaystyle h(t)}:
{\displaystyle x(t)=2\ A\sum _{n=-\infty }^{\infty }\left[h\left({\frac {t}{T}}-n\right)-h\left({\frac {t}{T}}-n-{\frac {1}{S}}\right)\right]-1,}
де {\displaystyle S} — прогальність.
При {\displaystyle S=2} описує меандр — періодичні коливання в яких тривалості додатної та від'ємної півхвиль рівні.
Спектр прямокутної хвилі лінійчастий, причому в спектрі меандра відсутні парні гармоніки, амплітуда гармонік падає зі збільшенням частоти на 6 дБ/октава:
{\displaystyle x(t)={\frac {4}{\pi }}\sum _{k=1}^{\infty }{\frac {\sin \left[2\pi (2k-1)ft\right]}{2k-1}}={\frac {4}{\pi }}\left[\sin(2\pi ft)+{\frac {1}{3}}\sin(6\pi ft)+{\frac {1}{5}}\sin(10\pi ft)+\dots \right].}

### Трикутна симетрична хвиля
Протягом половини періоду лінійно наростає, протягом другої половини періоду падає з тією ж швидкістю. Аналітично можна записати у вигляді:
{\displaystyle x(t)={\frac {2A}{\pi }}\arcsin \left[\sin \left({\frac {2\pi }{T}}t\right)\right].}
Спектр трикутної хвилі лінійчастий, у спектрі відсутні парні гармоніки, амплітуда гармонік падає зі збільшенням частоти на 12 дБ/октава:
{\displaystyle x(t)={\frac {8}{\pi ^{2}}}\sum _{k=0}^{\infty }{\frac {(-1)^{k}}{(2k+1)^{2}}}\sin \left[{\frac {2\pi (2k+1)}{T}}t\right].}

### Пилчаста хвиля
Лінійно наростає протягом усього періоду, наприкінці періоду миттєво знижується до початкового значення. Графічно виглядає як зуби пилки. У техніці пилчаста напруга або пилчастий струм використовують у розгортках осцилографів і для сканування телевізійного растру. Аналітично можна описати виразом:
{\displaystyle x(t)={\frac {2A}{\pi }}\operatorname {arcctg} \left(\operatorname {tg} {\frac {\pi t}{T}}\right).}
Спектр пилкоподібної хвилі лінійний, у спектрі присутні як парні, так і непарні гармоніки, амплітуда гармонік падає зі збільшенням частоти на 6 дБ/октава:
{\displaystyle x(t)={\frac {A}{\pi }}\sum _{k=1}^{\infty }{(-1)}^{k}{\frac {\sin(2\pi kft)}{k}}.}

## Інші форми хвиль
Інші форми сигналів часто називають складеними або складними, оскільки їх можна описати у вигляді суми кількох синусоїдних хвиль або інших функцій.
Зокрема, будь-яке періодичне коливання подаване у вигляді ряду Фур'є (або інтеграла Фур'є в разі неперіодичного коливання).